# OR10Q1
OR10Q1 (англ. Olfactory receptor family 10 subfamily Q member 1) – білок, який кодується однойменним геном, розташованим у людей на короткому плечі 11-ї хромосоми. Довжина поліпептидного ланцюга білка становить 319 амінокислот, а молекулярна маса — 35 602.
| 10         |  | 20         |  | 30         |  | 40         |  | 50         |
| ---------- |  | ---------- |  | ---------- |  | ---------- |  | ---------- |
| MPVGKLVFNQ |  | SEPTEFVFRA |  | FTTATEFQVL |  | LFLLFLLLYL |  | MILCGNTAII |
| WVVCTHSTLR |  | TPMYFFLSNL |  | SFLELCYTTV |  | VVPLMLSNIL |  | GAQKPISLAG |
| CGAQMFFFVT |  | LGSTDCFLLA |  | IMAYDRYVAI |  | CHPLHYTLIM |  | TRELCTQMLG |
| GALGLALFPS |  | LQLTALIFTL |  | PFCGHHQEIN |  | HFLCDVPPVL |  | RLACADIRVH |
| QAVLYVVSIL |  | VLTIPFLLIC |  | VSYVFITCAI |  | LSIRSAEGRR |  | RAFSTCSFHL |
| TVVLLQYGCC |  | SLVYLRPRSS |  | TSEDEDSQIA |  | LVYTFVTPLL |  | NPLLYSLRNK |
| DVKGALRSAI |  | IRKAASDAN  |  |            |  |            |  |            |

A: Аланін

C: Цистеїн

D: Аспарагінова кислота

E: Глутамінова кислота

F: Фенілаланін

G: Гліцин

H: Гістидин

I: Ізолейцин

K: Лізин

L: Лейцин

M: Метіонін

N: Аспарагін

P: Пролін

Q: Глутамін

R: Аргінін

S: Серин

T: Треонін

V: Валін

W: Триптофан

Кодований геном білок за функціями належить до рецепторів, g-білокспряжених рецепторів, білків внутрішньоклітинного сигналінгу. 
Локалізований у клітинній мембрані, мембрані.